# Styphlomerus batesi
Styphlomerus batesi é uma espécie de carabídeo da tribo Brachinini, com distribuição na China e Japão.